# クォ・ヴァディス (映画)
『クォ・ヴァディス』（Quo Vadis）は、1951年のアメリカ合衆国の歴史映画。
ノーベル文学賞作家のヘンリク・シェンキェヴィチの同名小説『クォ・ヴァディス』を壮大なスケールのスペクタクルとして映画化したものである。
監督はマーヴィン・ルロイ、出演はロバート・テイラー、デボラ・カー、ピーター・ユスティノフ、レオ・ゲン。他にもエリザベス・テイラーがカメオ出演しており、無名時代のソフィア・ローレンが奴隷役としてエキストラ出演している。アカデミー賞では作品賞の候補を始め7部門（助演男優賞は2人なので8候補）となったが、監督賞や脚本部門では候補になれず、受賞もなかった。暴君ネロを演じたユスティノフはゴールデングローブ賞を受賞し、アカデミー賞でも助演男優賞の候補となっている。
当初は、製作にジョン・ヒューストンが携わっていたが、乗り気ではなかったため降板した。また主役にグレゴリー・ペックが考えられていたが、病気のため降板した。オードリー・ヘプバーンがリジア役に扮したテスト写真も残されている。
この作品の他にもサイレント期に作られたものは数多くあるが、この作品が『クォ・ヴァディス』の映像化作品としては最も有名である。近年では1985年のイタリアのテレビ・ミニシリーズ『Quo vadis?』（日本未公開）、イェジー・カヴァレロヴィチ監督による2001年のポーランド映画『クオ・ヴァディス』（邦題はォが大文字）がある。

## ストーリー
西暦1世紀前期、皇帝ネロが支配するローマ帝国の時代。マーカス・ヴィニシウス将軍は3年に渡る遠征を終えてローマに凱旋した。ネロはマーカスの叔父ペトロニウスの甘言に浸りながら詩作と放蕩に耽り、宮殿内では彼の妃ポッペアが幅を利かせていた。
マーカスは若く美しい王女リジアを妻にしたいという熱望に駆られ、ネロも許可を与えたが、リジアは彼の求愛を拒んで姿を消してしまう。マーカスは占い師の力を借りて彼女の行方を探した結果、リジアが禁制のキリスト教の信者であることを知る。マーカスは教徒の秘密の集合場へ潜入し、聖人ペトロが開催した集会を目撃。参加していたリジアを連れ戻そうとしたが、彼女の従者ウルススの抵抗により手傷を負わされる。リジアはマーカスを看護するうちに彼への好意を抱き始めるが、マーカスは彼女の信じるキリスト教を受け入れられず二人は離別してしまう。
その頃ネロは、自らの詩作の題材探しとネロポリスという新しい首都を建設することを目的にローマへ放火。大火により市街は灰燼と化してしまう。更に民衆の叛乱を恐れたネロはポッペアから「放火の首謀者をキリスト教徒と偽ればいい」と唆され、彼らに弾圧を加え始めた。マーカスは弾圧対象となったリジアを救おうとするものの、彼に横恋慕するポッペアの奸計にかかり自らもネロの親衛隊に捕えられてしまう。また、放火と弾圧に反対したことでネロからの信頼を失いつつあったペトロニウスはネロに決別を告げる手紙を遺し、服毒自殺を遂げた。一方、ローマから逃されていたペトロは旅の途中でローマへ向かう神の光と遭遇し、「主よ、何処へ行かれるのか（クォ・ヴァディス）」と問いかける。主はペトロが連れていた孤児・ナザリウスに憑依し、「ローマ市民が私を求めている。彼らを見捨てるなら私自身がもう一度十字架にかかる」と告げる。それを聞いたペトロはローマへ引き返し、市民にネロの時代の終焉と主の永遠を訴えたが、やはり親衛隊に捕えられてしまう。
マーカスはまだキリストの教えを信じ切れていなかったが改宗を決意し、獄中でペトロの祝福を受けてリジアとの結婚式を挙げる。やがてキリスト教徒たちは闘技場でけしかけられたライオンに喰い殺され、ペトロは逆さ磔刑に処されたものの、死を目前にしても恐れる様子を見せないキリスト教徒たちの姿にネロやローマ市民は恐怖を抱く。また、リジアの養父で元将軍のプラウティウスが「放火はネロの仕業」だと訴えながら火あぶりの刑に処されたことで市民たちはネロへの疑いを深めていく。ポッペアの余興のため最後まで生かされていたマーカスとリジアだが、リジアはウルススと共に猛牛をけしかけられ、マーカスはポッペアのすぐ傍でそれを見せつけられるという責め苦を味わうことになる。しかし、ウルススが怪力で猛牛を返り討ちにし、マーカスは部下に助けられて九死に一生を得る。
マーカスはネロの悪行を告発し、更に新皇帝ガルバが即位すると知らされたローマ市民は一斉蜂起。追い詰められたネロは自らを唆したポッペアを絞殺し、元愛人で今はキリスト教徒となった解放奴隷のアクテから「せめて最期は皇帝らしくしてほしい」と促され、彼女の助けを借りて自害した。新皇帝の即位を見届け、自由の身となったマーカスはリジアやウルスス、ナザリウスと共にシチリアへ旅立っていった。

## キャスト
| 役名                   | 俳優                                    | 日本語吹替 | 日本語吹替   | 日本語吹替 |
| 役名                   | 俳優                                    | NET版      | フジテレビ版 |            |
| ---------------------- | --------------------------------------- | ---------- | ------------ | ---------- |
| マーカス・ヴィニシウス | ロバート・テイラー                      | 小林修     | 瑳川哲朗     |            |
| リジア                 | デボラ・カー                            | 水城蘭子   | 水城蘭子     |            |
| ネロ                   | ピーター・ユスティノフ                  | 穂積隆信   | 田中明夫     |            |
| ペトロニウス           | レオ・ゲン                              | 宮川洋一   | 宮川洋一     |            |
| ポッペア               | パトリシア・ラファン                    | 富永美沙子 |              |            |
| ペトロ                 | フィンレイ・カリー                      |            |              |            |
| ウルスス               | バディ・ベア                            |            |              |            |
| 女奴隷                 | ソフィア・ローレン （クレジットなし）   |            |              |            |
| 女奴隷                 | エリザベス・テイラー （クレジットなし） |            |              |            |
| ナレーション           | ウォルター・ピジョン （クレジットなし） |            |              |            |

- NET版：初回放送1971年10月3日『日曜洋画劇場』
- フジテレビ版：初回放送1976年2月13、20日『ゴールデン洋画劇場』

## 作品の評価

### 映画批評家によるレビュー
Rotten Tomatoesによれば、17件の評論のうち高評価は88%にあたる15件で、平均点は10点満点中6.4点となっている。

### 受賞歴
| 賞                        | 部門                     | 対象                                                                                                 | 結果       |
| ------------------------- | ------------------------ | --- | ---------- |
| 第24回アカデミー賞        | 作品賞                   | | ノミネート |
| 第24回アカデミー賞        | 助演男優賞               | レオ・ゲン                                                                                           | ノミネート |
| 第24回アカデミー賞        | 助演男優賞               | ピーター・ユスティノフ                                                                               | ノミネート |
| 第24回アカデミー賞        | ドラマ・コメディ音楽賞   | ロージャ・ミクローシュ                                                                               | ノミネート |
| 第24回アカデミー賞        | 美術監督賞（カラー）     | 美術：ウィリアム・A・ホーニング、セドリック・ギボンズ、エドワード・カーファグノ 装置：ヒュー・ハント | ノミネート |
| 第24回アカデミー賞        | 撮影賞（カラー）         | ロバート・サーティース ウィリアム・V・スコール                                                       | ノミネート |
| 第24回アカデミー賞        | 衣裳デザイン賞（カラー） | ハーシェル・マッコイ                                                                                 | ノミネート |
| 第24回アカデミー賞        | 編集賞                   | ラルフ・E・ウィンタース                                                                              | ノミネート |
| 第9回ゴールデングローブ賞 | 作品賞（ドラマ部門）     | | ノミネート |
| 第9回ゴールデングローブ賞 | 助演男優賞               | ピーター・ユスティノフ                                                                               | 受賞       |
| 第9回ゴールデングローブ賞 | 撮影賞（カラー）         | ウィリアム・V・スコール                                                                              | 受賞       |